# Potzenkarb

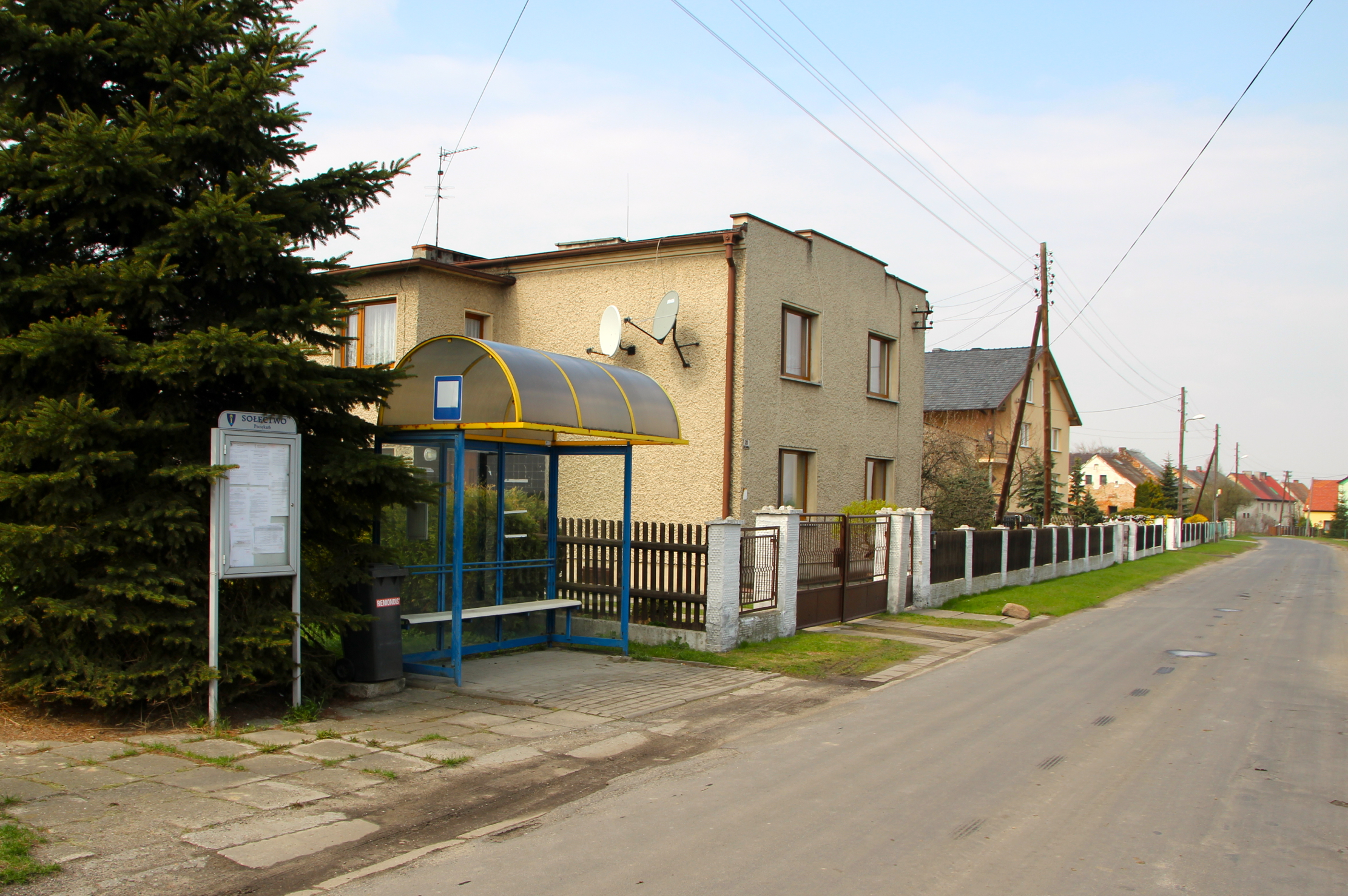
Ortsbild

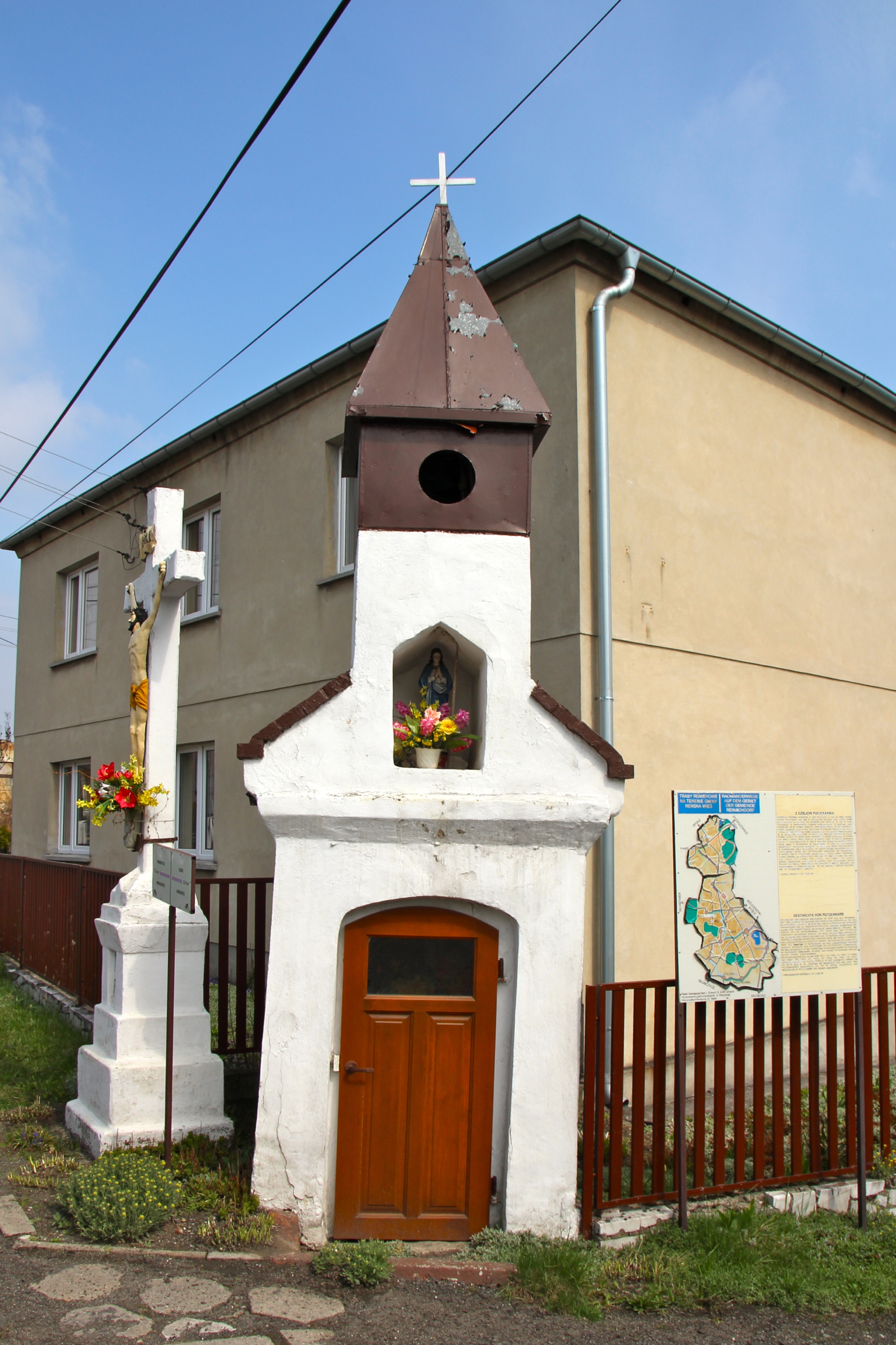
Wegkreuz und Wegkapelle mit Glockenturm

Potzenkarb (polnisch Pociękarb) 1936–1945 Rodemark ist ein Ort in der Landgemeinde Reinschdorf im Powiat Kędzierzyńsko-Kozielski der Woiwodschaft Opole in Polen.

## Geografie
Potzenkarb liegt rund vier Kilometer westlich von Reinschdorf, zehn Kilometer südwestlich von Kędzierzyn-Koźle und 41 Kilometer südlich von Opole (Oppeln). 

## Geschichte
„Potikarw“ wurde 1532 erstmals urkundlich erwähnt.
In den Beytrage(n) zur Beschreibung von Schlesien aus dem Jahr 1783 sind die Schreibweisen Potschenkarb, Poczkarbe, Pociekarb bzw. Potzenkarb belegt. Es gehörte es einem Baron Gruttschreiber und gehörte seit 1742 zum Kreis Cosel. Damals hatte es 131 Einwohner, ein herrschaftliches Vorwerk, eine Mühle, zehn Gärtner- und 18 Häuslerstellen sowie die neu erbaute Siedlung Juliusburg. 1865 hatte Potzenkarb zehn Gärtner- und fünf Häuslerstellen und eine 1841 gegründete hölzerne katholische Schule.
Bei der Volksabstimmung in Oberschlesien am 20. März 1921 stimmten 88 Wahlberechtigte für einen Verbleib Oberschlesiens bei Deutschland und 33 für eine Zugehörigkeit zu Polen. Potzenkarb verblieb nach der Teilung Oberschlesiens beim Deutschen Reich. 1931 wurde ein neues Schulgebäude errichtet. Am 12. Juni 1936 wurde der Potzenkarb im Zuge einer Welle von Ortsumbenennungen der NS-Zeit in Rodemark umbenannt. Bis 1945 befand sich der Ort im Landkreis Cosel.
1945 kam der bis dahin deutsche Ort unter polnische Verwaltung und wurde anschließend der Woiwodschaft Schlesien angeschlossen und ins polnische Pociękarb umbenannt. 1950 wurde Pociękarb der Woiwodschaft Opole zugewiesen. Seit 1999 gehört es zum Powiat Kędzierzyńsko-Kozielski. Am 26. Oktober 2006 wurde in der Gemeinde Reinschdorf Deutsch als zweite Amtssprache eingeführt. Am 11. Januar 2011 erhielt der Ort zusätzlich den amtlichen deutschen Ortsnamen Potzenkarb.

## Sehenswürdigkeiten
- Wegekapelle mit Glockenturm
- Wegekreuz